# Milan Lička
Milan Lička (* 28. března 1939 Stará Bělá) je český archeolog zabývající se neolitem, zvláště kulturou s lineární keramikou, kulturou s vypíchanou keramikou a technologií neolitické keramiky. Je emeritním pracovníkem Národního muzea.

## Život
Studium archeologie absolvoval na FF Karlovy university v Praze v letech 1958-1963 a ukončil prací Keramika na předpokládaném území kmene Čechů. Disertaci PhDr. s názvem Problémy starší vypíchané keramiky v Čechách předložil v roce 1973 a disertaci CSc. s titulem Technologie neolitické keramiky a její exaktní studium obhájil v roce 1983.
V letech 1963 až 1968 byl zaměstnán v muzeích v Ústí nad Labem a Poděbradech. Od roku 1968 do 2011 pracoval v oddělení prehistorie a protohistorie Národního muzea v Praze, mj. jako jeho vedoucí a jako zástupce ředitele Historického muzea-Národního muzea. Za tu dobu uskutečnil řadu archeologických výzkumů, z nichž největší proběhly v Kosoři (kultura s lineární keramikou) a ve Mšeně (kultura s vypíchanou keramikou). Výsledky své práce publikoval samostatně nebo ve spolupráci s jinými autory.
Inicioval vznik elektronické databáze archeologické sbírky Národního muzea a její zpřístupnění na internetu. V letech 1993-2007 redigoval patnáct svazků Fontes Archaeologici Pragenses.
Je spoluautorem výstav o neolitu a Keltech v českých zemích v Itálii a Belgii (Prime Terrecotte dal cuore delľ Europa. Ceramiche dei cacciatori e dei primi agricoltori di Boemia e Moravia 27 000 – 4000 a.C., Castello di Spezzano 2000, Milano 2001; Celti dal cuore delľEuropa alľInsubria, Varese 2004; Les Celtes (entre La Manche et les Carpates). Belges, Boïens, Rémes, Volques…, Musée royal de Mariemont 2006; Antenate di Venere. 27.000-4000 a.C., Milano 2009).